# S.S. Lazio Cricket
La S.S. Lazio Cricket è una squadra di cricket che nasce nel 1983 a Roma. Fa parte della Società Sportiva Lazio.

## Storia
La S.S. Lazio Cricket nasce nel 1982, con il nome di New Stars Cricket Club, da una costola del disciolto Italian Cricket Club, prima ed unica squadra italiana dell'epoca.
Partecipa dal 1983 al 1985 al campionato romano, con la denominazione Spes. Tavel C.C., vincendolo ad ogni partecipazione ed accedendo quindi alle finali del campionato italiano, classificandosi sempre al secondo posto. Nel 1986 diventa affiliata alla Polisportiva S.S. Lazio, cambiando nome in S.S. Lazio Cricket, e si dota di un proprio campo da gioco. Tra il 1987 e il 1991 la squadra vince due scudetti e una Coppa Italia.
Negli anni successivi la squadra si dota di un proprio settore giovanile, vincendo tre campionati Under 15 tra il 1996 e il 1999 e un campionato Under 13 nel 2000.
Nel 2007, la S.S. Lazio Cricket viene accorpata alla S.S. Lazio Baseball e alla S.S. Lazio Softball e forma la S.S. Lazio Baseball, Softball e Cricket. Nel 2011, con la nascita della S.S. Lazio Lacrosse, la squadra di cricket si separa da quelle di baseball e softball e forma la S.S. Lazio Cricket e Lacrosse. Nel 2014, a seguito della scissione delle squadre di cricket e lacrosse, torna alla denominazione di S.S. Lazio Cricket.
Attualmente milita nel campionato di Serie C.

## Albo d'oro

### Competizioni nazionali
- Campionato italiano: 2

1987, 1989
- Coppa Italia: 1

1991

### Competizioni giovanili
- Campionato italiano Under 15: 3

1996, 1997, 1999
- Campionato italiano Under 13: 1

2000